# Любомир Кавалек
Любомир (Любош) Кавалек (чеськ. Lubomír Kaválek; 9 серпня 1943 — 18 січня 2021) — чесько-американський шахіст. ФІДЕ удостоїла його звань міжнародного майстра і гросмейстера 1965 року. Дворазовий чемпіон Чехословаччини і триразовий чемпіон США, і входив у топ-10 гравців. 2001 року введений у світовій Зал шахової слави. Крім того шаховий тренер, організатор, вчитель, коментатор, автор і оглядач з нагородами.

## Життєпис

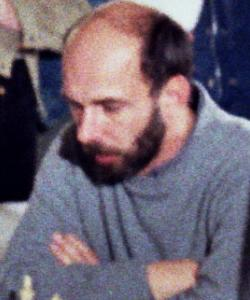
Кавалек у 1981 році

Кавалек народився в Празі, Чехословаччина (нині Чехія). Вивчав комунікації й журналістику в Карловому університеті. Виграв чемпіонат Чехословаччини в 1962 і 1968 роках. Коли радянські танки увійшли до Праги в серпні 1968 року, Кавалек грав на Меморіалі Акіби Рубінштейна у Польщі, де фінішував другим. Кавалек, який завжди ненавидів комунізм, вирішив перебігти на Захід, а не повертатися в Чехословаччину. За свій виграш він купив кілька ящиків горілки, використав їх, щоб підкупити прикордонників, і поїхав до Західної Німеччини. «Це була найбільша втрата для чехословацьких шахів за весь час», — написав Ендрю Солтис у «100 найкращих шахових партій 20-го століття.»
1970 року, на шляху в Сполучені Штати, Кавалек виграв сильний турнір у Каракасі (+10-1=6). У першому колі грав колі під чехословацьким прапором, а в другому — під американським. Представляв Сполучені Штати ще до того, як офіційно ступити на землю своєї нової Батьківщини. Кавалек переїхав до Вашингтона, округ Колумбія, вивчав слов'янську літературу в університеті Джорджа Вашингтона і працював на «Голос Америки» (1971-72). 1973 року повністю зробив шахи своєю професією. Пізніше став громадянином США і живе нині у місті Рестон (штат Вірджинія).

## Основні етапи шахової кар'єри

### Національні чемпіонати

#### Чемпіонат Чехословаччини
Кавалек грав у чотирьох чемпіонатах Чехословаччини. Три результати були значними:
- 1962 — у 19 років став наймолодшим гравцем, який виграв чемпіонат Чехословаччини. (Кавалек 12,5/17, Хорт і Блатний 11)[4][13][14][15]
- 1963 — поділив друге місце (Пахман 14,5/19, Кавалек і Філіп по 13,5, Хорт 12,5)
- 1968 — виграв найсильніший в історії чемпіонат (Кавалек 15/19, Хорт і Смейкал по 14, Філіп 13, Пахман і Янса по 12)[8][13]

#### Чемпіонат США
Кавалек фінішував першим на трьох чемпіонатах США.
- 1972 — поділив 1-ше місце з Самуелем Решевським і Робертом Бірном у Нью-Йорку; Бірн виграв плей-оф у Чикаго в 1973 році.[16]
- 1973 — поділив перемогу з Джоном Грефе.
- 1978 — переможець з результатом 10-4, на одне очко попереду Джеймса Тар'яна.[17]

### Міжнародні перемоги

#### Значні успіхи
- 1968 — перша значна перемога на міжнародному рівні — турнір IBM в Амстердамі (Кавалек 10,5/15, Бронштейн 10)[8][13][18][19]
- 1970 — на шляху до США Кавалек виграв ще один сильний турнір у Каракасі (Кавалек 13/17, Штейн і Панно 12, Бенко, Івков і Карпов по 11,5)[13][20]

«У 1970-х Кавалек був одним з найбільш активних і успішних турнірних гравців зі США».

#### Найкращий рік— 1973
Крім поділу 1-го місця на чемпіонаті США, Кавалек виграв чотири турніри:
- Лансароте (Кавалек 8,5/10, Андерссон 8, Любоєвич 7,5, Ріблі 7)[22]
- Нетанья (Кавалек 11/15, Решевський 10)[23][24][25]
- Монтілья, поділ 1-го місця (Кавалек і Пфлегер по 6/9)[26]
- Бауанг (Кавалек 7,5/9, Івков і Кінтерос по 6,5, Ларсен 6)[8][27]

Також посів третє місце в Амстердамі (Петросян і Планінц по 10, Кавалек 9,5, Спаський 9) і в Манілі (Ларсен 12,5/15, Любоєвич 11,5, Кавалек 11).
Завдяки цим результатам Кавалек у 1974 році вийшов на 10-те місце в офіційному рейтинг-листі ФІДЕ — 2625 балів. Також 1974 року поділив 1-ше місце в Золінгені (Кавалек, 10/14 Полугаєвський, Спаський, Кураїца по 8,5).

### Зональні й міжзональні турніри
Кавалек фінішував третім 1966 року в Гаазі на Європейському зональному турнірі (Глігорич 12,5/16, Білек 12, Кавалек 11.5) і завоював путівку на Міжзональний турнір 1967 року в Сусі, де став одним із трьох гравців, які зіграли внічию з Боббі Фішером. На міжзональному турнірі 1976 у Манілі Кавалек фінішував сьомим.
Кваліфікувався також на міжзональні турніри 1979 і 1987[уточнити] років.

### Інші помітні результати

#### Інші перші місця
- Спліт 1964 (Кавалек і Кураїца 9/11)[20]
- Варна в 1965 і 1967[13]
- Зволле 1967[31]
- Гаага 1968[32]
- Нетанія 1971 поділив 1-ше (Кавалек і Парма 10/15)[25][33]
- Відкритий чемпіонат Західної Німеччини 1981 у Бохумі (Кавалек 12/15, Хорт 10,5)[34][35]
- Mentor Hall of Fame Classic, Александрія 1996 (Кавалек 2,5/4, Бенко, Бісгаєр і Курдо по 2, Денкер 1,5)[13]
- Відкритий чемпіонат Голандії 1969 в місті Дірен, 10-0 абсолютний результат[36]

#### Другі місця
- Лейпциг 1965 (Pietzsch 10,5/15, Кавалек і Ліберзон по 10) — остання гросмейстерська норма.[37]
- Поляниця-Здруй 1968 (Смислов 11,5/15, Кавалек 10,5)[38]
- Монтілья-Морілес 1976 (2-4-те місця) (Карпов 7/9, Кавалек 5,5)[39]
- Ваддінксвен (Нідерланди) травень 1979 року (Карпов 4,5/6, Кавалек 3, Хорт 2,5, Сосонко 2)[40]

#### Дивний Монреаль 1979
1979 року Кавалек зіграв у двоколовому турнірі Людина та її виклик шаховому світові (Man and his World Chess Challenge) в Монреалі, який сам же й організував. Результат став найдивнішим у кар'єрі. Кавалек завершив останнім у першому колі 1,5/9, але виграв другу половину 6,5/9. Загалом за підсумками двох кіл поділив 7-ме місце.

#### Інші появи
- Бухарест 1966, 3-тє місце (Корчной 12,5/14, Георгіу 10 Кавалек 9.5)[42]
- Тілбург 1977, 3-тє місце (Карпов 8/11, Майлс 7, Кавалек, Хорт, Хюбнер Тімман по 6)[43]
- Амстердам 1977, поділив 3-тє (км 10.5/15, Гулак 9.5, Кавалек і Ліберзон по 9)[44]
- Амстердам 1981, поділив 4-те місце (Тімман 7,5/11, Карпов і Портіш по 7, Кавалек, Хорт і Смислов по 6,5)[45]

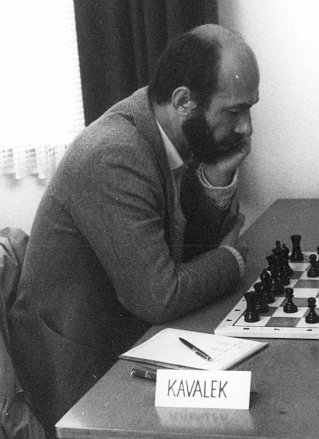
Кавалек у 1980 році

### Олімпіади і командні змагання
Кавалек зіграв на дев'яти шахових олімпіадах, представляючи Чехословаччину в 1964 і 1966, і США від 1972 до 1986 року, за винятком 1980. З цих семи виступів за збірну США він тричі виступав на першій шахівниці й двічі на другій, його команда завоювала одну золоту та п'ять бронзових медалей.
Від 1969 до 1991 року Кавалек був провідним гравцем за німецький клуб з міста Золінгена. За час його виступів команда виграла 10 національних чемпіонатів у 1969, 1971,1972,1973,1974, 1975, 1980, 1981, 1987 і 1988 роках, а також в 1976 і 1990 роках європейські клубні чемпіонати.
На клубному чемпіонаті Європи 1977-79 років Кавалек набрав 5,5/6 на першій шахівниці, зокрема двічі переміг Василя Смислова.
У матчі США проти Скандинавії 1986 року в Рейк'явіку, Кавалек на другій шахівниці переміг Бента Ларсена 1,5-0,5.
У матчі Москви проти Праги в квітні 1968 року, обіграв Євгена Васюкова 1,5-0,5.
1976 року став найкращим гравцем у складі команди Washington Plumbers, яка виграла національну шахову Лігу.

### Матчі
Kavalek виграв два міжнародні матчі:
- 1969 року виграв матч з 10 партій проти чемпіона Голландії Ханса Геє в Ерселі (Нідерланди) з рахунком 7 на 3.[57][58]
- 1978 року виграв матч проти шведського гросмейстера світового класу Ульфа Андерссона з великим рахунком 6,5 на 3,5. Матч проходив в автосалоні дилера Вольво у Вашингтоні.[13]

Kavalek програв два матчі проти представників світової еліти у місті Золінгені (Німеччина). У 1970 році він програв Бенту Ларсену з рахунком 2-6 і в 1977 році Борису Спаському 2-4.

### Рейтинг
Кавалек належав до списку 100 найкращих гравців світу у рейтинг-листі ФІДЕ безперервно від кінця 1962 року і аж до вересня 1988 року, коли його рейтинг Ело сягнув 2625 пунктів. Знову потрапив до чільної десятки активних гравців у 1980 році. Згідно з системою ретроспективного рейтингу Chessmetrics, він досяг свого на початку 1974 року, коли посідав 18-ту сходинку маючи 2695 пунктів.

## Тренерська кар'єра
Кавалек мав багату тренерську кар'єру, працюючи з Марком Дізеном, Робертом Бірном, Ясером Сейраваном, Еугеніо Торре і Робертом Хюбнером. Був також одним із секундантів Боббі Фішера в матчі на першість світу 1972 і працював тренером британського гросмейстера Найджела Шорта на міжзональному турнірі 1990 в Манілі, а також під час успішних кандидатських матчів Шорта проти британського гросмейстера Джонатана Спілмена, ізраїльтянина Бориса Гельфанда, екс-чемпіона світу Анатолія Карпова і голландського гросмейстера Яна Тіммана, у яких Шорт виборов право на матч 1993 року за звання Чемпіона світу проти Гаррі Каспарова. Шорт і Кавалек розлучилися одразу після початку цього матчу. В ньому Каспаров здобув переконливу перемогу. Згодом Шорт і Кавалек писали до шахових журналів критичні статті на адресу один одного. Кавалек був діючим капітаном і аналітиком збірної світу під час її матчу проти збірної СРСР у Лондоні 1984 року.

## Організатор
- Кавалек був головним організатором престижного турніру Man and his World Chess Challenge в Монреалі в 1979 році.[41][67]
- Виступаючи виконавчим директором Асоціації гросмейстерів, він організував першу серію на Кубок світу в 1988—1989 роках.[67]
- Він також організував Празький турнір у серпні/вересні 1990 року під патронатом президента Чехословаччини Вацлава Гавела.[68]

## Публікації

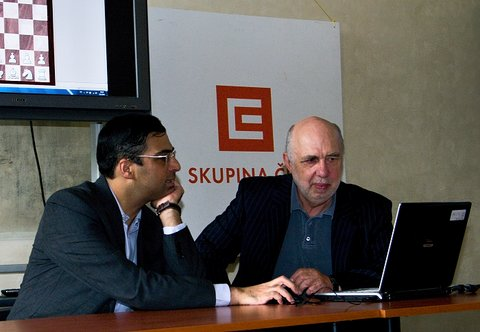
Чемпіон світу Вішванатан Ананд аналізує гру з Кавалеком у Празі в 2011 році

### Журнальні та газетні статті
Kavalek був обраний до Галереї видатних шахових журналістів (Gallery of Distinguished Chess Journalists) у 2006 році і виграв нагороду Шахові журналісти Америки (Chess Journalists of America) за найкращу колонку в газеті.
Між 1960—2012 роками статті Кавалека публікували в себе різні друковані та інтернет-видання, такі як Chess Life & Review (1970—1979) і British Chess Magazine (1994—2010).
Він був головним редактором шахових видань для RHM Press у Нью-Йорку з 1973 по 1986 рік. Був шаховим аналітиком у газеті «Вашингтон пост» від 1986 доо 2010 року, його остання колонка вийшла 4 січня 2010. У травні 2010 року став шаховим оглядачем Хаффінгтон пост.
Був членом журі, яке вибирало найкращі і найважливіші партії для Chess Informant (1989—1993).

### Книги
- «The Najdorf Variation of the Sicilian Defense» with Efim Geller, Svetozar Gligorić and Boris Spassky, published by RHM Press in 1976 — ISBN 0-89058-221-1[72]
- «Wijk aan Zee Grandmaster Chess Tournament 1975» published by RHM Press in 1976 — ISBN 0-89058-214-9; «One of the greatest tournament books of all time» — Sidney Fried, Publisher
- "World Cup Chess: The Grandmasters’ Grand Prix, " published in England by Bloomsbury Publishing in 1990 — ISBN 0-7475-0495-4 and in the U.S. by Trafalgar Square Publishing in 1990 — ISBN 0-943955-31-9
- «Tilburg 1977 — Sachovy turnaj velmistru» (in Czech), published by SACHInfo in 2002 — ISBN 80-86595-00-5

## Призи за шедевр і за найкращі ігри
Три найважливіших призи Кавалека це:
- На Студентській олімпіада 1962 в Маріанських-Лазнях, Чехословаччина, премію за шедевр отримала мабуть найзнаменитіша партія за всю історію студентських олімпіад — Кавалек здобув перемогу над Радянським майстром Едуардом Гуфельдом.[73][74] Вона посідає 7-ме місце в списку «100 найкращих шахових партій 20-го століття» Ендрю Солтиса.
- На Студентській олімпіаді 1965 у Сінаї (Румунія) Кавалек виграв приз за найкращу партію проти іншого радянського гравця Германа Ходоса.[75]
- 1975 року у Вейк-ан-Зеє Кавалек отримав премію Лео Ван Куїка за найбільш захопливу партію проти Лайоша Портіша.[9][13][76]

## Відомі ігри
Ось перемога молодого Кавалека проти Радянського гросмейстера Едуарда Гуфельда. За словами Ларрі Еванса футбольна команда побила команду Кавалека за день до цього, і Кавалек присягнувся помститися: Гуфельд–Кавалек, Студентська Олімпіада, Маріанські-Лазні 1962
|   | a | b | c | d | e | f | g | h |   |
| 8 | a7 чорний пішак · b7 чорний пішак · c7 чорний пішак · b6 чорний слон · c6 чорний пішак · e6 чорний король · c5 білий слон · g5 чорна тура · b4 білий пішак · e4 чорний пішак · f4 чорний пішак · c3 білий пішак · a2 білий пішак · d2 білий король · f2 чорний пішак · h2 білий пішак · a1 біла тура · f1 біла тура | a7 чорний пішак · b7 чорний пішак · c7 чорний пішак · b6 чорний слон · c6 чорний пішак · e6 чорний король · c5 білий слон · g5 чорна тура · b4 білий пішак · e4 чорний пішак · f4 чорний пішак · c3 білий пішак · a2 білий пішак · d2 білий король · f2 чорний пішак · h2 білий пішак · a1 біла тура · f1 біла тура | a7 чорний пішак · b7 чорний пішак · c7 чорний пішак · b6 чорний слон · c6 чорний пішак · e6 чорний король · c5 білий слон · g5 чорна тура · b4 білий пішак · e4 чорний пішак · f4 чорний пішак · c3 білий пішак · a2 білий пішак · d2 білий король · f2 чорний пішак · h2 білий пішак · a1 біла тура · f1 біла тура | a7 чорний пішак · b7 чорний пішак · c7 чорний пішак · b6 чорний слон · c6 чорний пішак · e6 чорний король · c5 білий слон · g5 чорна тура · b4 білий пішак · e4 чорний пішак · f4 чорний пішак · c3 білий пішак · a2 білий пішак · d2 білий король · f2 чорний пішак · h2 білий пішак · a1 біла тура · f1 біла тура | a7 чорний пішак · b7 чорний пішак · c7 чорний пішак · b6 чорний слон · c6 чорний пішак · e6 чорний король · c5 білий слон · g5 чорна тура · b4 білий пішак · e4 чорний пішак · f4 чорний пішак · c3 білий пішак · a2 білий пішак · d2 білий король · f2 чорний пішак · h2 білий пішак · a1 біла тура · f1 біла тура | a7 чорний пішак · b7 чорний пішак · c7 чорний пішак · b6 чорний слон · c6 чорний пішак · e6 чорний король · c5 білий слон · g5 чорна тура · b4 білий пішак · e4 чорний пішак · f4 чорний пішак · c3 білий пішак · a2 білий пішак · d2 білий король · f2 чорний пішак · h2 білий пішак · a1 біла тура · f1 біла тура | a7 чорний пішак · b7 чорний пішак · c7 чорний пішак · b6 чорний слон · c6 чорний пішак · e6 чорний король · c5 білий слон · g5 чорна тура · b4 білий пішак · e4 чорний пішак · f4 чорний пішак · c3 білий пішак · a2 білий пішак · d2 білий король · f2 чорний пішак · h2 білий пішак · a1 біла тура · f1 біла тура | a7 чорний пішак · b7 чорний пішак · c7 чорний пішак · b6 чорний слон · c6 чорний пішак · e6 чорний король · c5 білий слон · g5 чорна тура · b4 білий пішак · e4 чорний пішак · f4 чорний пішак · c3 білий пішак · a2 білий пішак · d2 білий король · f2 чорний пішак · h2 білий пішак · a1 біла тура · f1 біла тура | 8 |
| 7 | a7 чорний пішак · b7 чорний пішак · c7 чорний пішак · b6 чорний слон · c6 чорний пішак · e6 чорний король · c5 білий слон · g5 чорна тура · b4 білий пішак · e4 чорний пішак · f4 чорний пішак · c3 білий пішак · a2 білий пішак · d2 білий король · f2 чорний пішак · h2 білий пішак · a1 біла тура · f1 біла тура | a7 чорний пішак · b7 чорний пішак · c7 чорний пішак · b6 чорний слон · c6 чорний пішак · e6 чорний король · c5 білий слон · g5 чорна тура · b4 білий пішак · e4 чорний пішак · f4 чорний пішак · c3 білий пішак · a2 білий пішак · d2 білий король · f2 чорний пішак · h2 білий пішак · a1 біла тура · f1 біла тура | a7 чорний пішак · b7 чорний пішак · c7 чорний пішак · b6 чорний слон · c6 чорний пішак · e6 чорний король · c5 білий слон · g5 чорна тура · b4 білий пішак · e4 чорний пішак · f4 чорний пішак · c3 білий пішак · a2 білий пішак · d2 білий король · f2 чорний пішак · h2 білий пішак · a1 біла тура · f1 біла тура | a7 чорний пішак · b7 чорний пішак · c7 чорний пішак · b6 чорний слон · c6 чорний пішак · e6 чорний король · c5 білий слон · g5 чорна тура · b4 білий пішак · e4 чорний пішак · f4 чорний пішак · c3 білий пішак · a2 білий пішак · d2 білий король · f2 чорний пішак · h2 білий пішак · a1 біла тура · f1 біла тура | a7 чорний пішак · b7 чорний пішак · c7 чорний пішак · b6 чорний слон · c6 чорний пішак · e6 чорний король · c5 білий слон · g5 чорна тура · b4 білий пішак · e4 чорний пішак · f4 чорний пішак · c3 білий пішак · a2 білий пішак · d2 білий король · f2 чорний пішак · h2 білий пішак · a1 біла тура · f1 біла тура | a7 чорний пішак · b7 чорний пішак · c7 чорний пішак · b6 чорний слон · c6 чорний пішак · e6 чорний король · c5 білий слон · g5 чорна тура · b4 білий пішак · e4 чорний пішак · f4 чорний пішак · c3 білий пішак · a2 білий пішак · d2 білий король · f2 чорний пішак · h2 білий пішак · a1 біла тура · f1 біла тура | a7 чорний пішак · b7 чорний пішак · c7 чорний пішак · b6 чорний слон · c6 чорний пішак · e6 чорний король · c5 білий слон · g5 чорна тура · b4 білий пішак · e4 чорний пішак · f4 чорний пішак · c3 білий пішак · a2 білий пішак · d2 білий король · f2 чорний пішак · h2 білий пішак · a1 біла тура · f1 біла тура | a7 чорний пішак · b7 чорний пішак · c7 чорний пішак · b6 чорний слон · c6 чорний пішак · e6 чорний король · c5 білий слон · g5 чорна тура · b4 білий пішак · e4 чорний пішак · f4 чорний пішак · c3 білий пішак · a2 білий пішак · d2 білий король · f2 чорний пішак · h2 білий пішак · a1 біла тура · f1 біла тура | 7 |
| 6 | a7 чорний пішак · b7 чорний пішак · c7 чорний пішак · b6 чорний слон · c6 чорний пішак · e6 чорний король · c5 білий слон · g5 чорна тура · b4 білий пішак · e4 чорний пішак · f4 чорний пішак · c3 білий пішак · a2 білий пішак · d2 білий король · f2 чорний пішак · h2 білий пішак · a1 біла тура · f1 біла тура | a7 чорний пішак · b7 чорний пішак · c7 чорний пішак · b6 чорний слон · c6 чорний пішак · e6 чорний король · c5 білий слон · g5 чорна тура · b4 білий пішак · e4 чорний пішак · f4 чорний пішак · c3 білий пішак · a2 білий пішак · d2 білий король · f2 чорний пішак · h2 білий пішак · a1 біла тура · f1 біла тура | a7 чорний пішак · b7 чорний пішак · c7 чорний пішак · b6 чорний слон · c6 чорний пішак · e6 чорний король · c5 білий слон · g5 чорна тура · b4 білий пішак · e4 чорний пішак · f4 чорний пішак · c3 білий пішак · a2 білий пішак · d2 білий король · f2 чорний пішак · h2 білий пішак · a1 біла тура · f1 біла тура | a7 чорний пішак · b7 чорний пішак · c7 чорний пішак · b6 чорний слон · c6 чорний пішак · e6 чорний король · c5 білий слон · g5 чорна тура · b4 білий пішак · e4 чорний пішак · f4 чорний пішак · c3 білий пішак · a2 білий пішак · d2 білий король · f2 чорний пішак · h2 білий пішак · a1 біла тура · f1 біла тура | a7 чорний пішак · b7 чорний пішак · c7 чорний пішак · b6 чорний слон · c6 чорний пішак · e6 чорний король · c5 білий слон · g5 чорна тура · b4 білий пішак · e4 чорний пішак · f4 чорний пішак · c3 білий пішак · a2 білий пішак · d2 білий король · f2 чорний пішак · h2 білий пішак · a1 біла тура · f1 біла тура | a7 чорний пішак · b7 чорний пішак · c7 чорний пішак · b6 чорний слон · c6 чорний пішак · e6 чорний король · c5 білий слон · g5 чорна тура · b4 білий пішак · e4 чорний пішак · f4 чорний пішак · c3 білий пішак · a2 білий пішак · d2 білий король · f2 чорний пішак · h2 білий пішак · a1 біла тура · f1 біла тура | a7 чорний пішак · b7 чорний пішак · c7 чорний пішак · b6 чорний слон · c6 чорний пішак · e6 чорний король · c5 білий слон · g5 чорна тура · b4 білий пішак · e4 чорний пішак · f4 чорний пішак · c3 білий пішак · a2 білий пішак · d2 білий король · f2 чорний пішак · h2 білий пішак · a1 біла тура · f1 біла тура | a7 чорний пішак · b7 чорний пішак · c7 чорний пішак · b6 чорний слон · c6 чорний пішак · e6 чорний король · c5 білий слон · g5 чорна тура · b4 білий пішак · e4 чорний пішак · f4 чорний пішак · c3 білий пішак · a2 білий пішак · d2 білий король · f2 чорний пішак · h2 білий пішак · a1 біла тура · f1 біла тура | 6 |
| 5 | a7 чорний пішак · b7 чорний пішак · c7 чорний пішак · b6 чорний слон · c6 чорний пішак · e6 чорний король · c5 білий слон · g5 чорна тура · b4 білий пішак · e4 чорний пішак · f4 чорний пішак · c3 білий пішак · a2 білий пішак · d2 білий король · f2 чорний пішак · h2 білий пішак · a1 біла тура · f1 біла тура | a7 чорний пішак · b7 чорний пішак · c7 чорний пішак · b6 чорний слон · c6 чорний пішак · e6 чорний король · c5 білий слон · g5 чорна тура · b4 білий пішак · e4 чорний пішак · f4 чорний пішак · c3 білий пішак · a2 білий пішак · d2 білий король · f2 чорний пішак · h2 білий пішак · a1 біла тура · f1 біла тура | a7 чорний пішак · b7 чорний пішак · c7 чорний пішак · b6 чорний слон · c6 чорний пішак · e6 чорний король · c5 білий слон · g5 чорна тура · b4 білий пішак · e4 чорний пішак · f4 чорний пішак · c3 білий пішак · a2 білий пішак · d2 білий король · f2 чорний пішак · h2 білий пішак · a1 біла тура · f1 біла тура | a7 чорний пішак · b7 чорний пішак · c7 чорний пішак · b6 чорний слон · c6 чорний пішак · e6 чорний король · c5 білий слон · g5 чорна тура · b4 білий пішак · e4 чорний пішак · f4 чорний пішак · c3 білий пішак · a2 білий пішак · d2 білий король · f2 чорний пішак · h2 білий пішак · a1 біла тура · f1 біла тура | a7 чорний пішак · b7 чорний пішак · c7 чорний пішак · b6 чорний слон · c6 чорний пішак · e6 чорний король · c5 білий слон · g5 чорна тура · b4 білий пішак · e4 чорний пішак · f4 чорний пішак · c3 білий пішак · a2 білий пішак · d2 білий король · f2 чорний пішак · h2 білий пішак · a1 біла тура · f1 біла тура | a7 чорний пішак · b7 чорний пішак · c7 чорний пішак · b6 чорний слон · c6 чорний пішак · e6 чорний король · c5 білий слон · g5 чорна тура · b4 білий пішак · e4 чорний пішак · f4 чорний пішак · c3 білий пішак · a2 білий пішак · d2 білий король · f2 чорний пішак · h2 білий пішак · a1 біла тура · f1 біла тура | a7 чорний пішак · b7 чорний пішак · c7 чорний пішак · b6 чорний слон · c6 чорний пішак · e6 чорний король · c5 білий слон · g5 чорна тура · b4 білий пішак · e4 чорний пішак · f4 чорний пішак · c3 білий пішак · a2 білий пішак · d2 білий король · f2 чорний пішак · h2 білий пішак · a1 біла тура · f1 біла тура | a7 чорний пішак · b7 чорний пішак · c7 чорний пішак · b6 чорний слон · c6 чорний пішак · e6 чорний король · c5 білий слон · g5 чорна тура · b4 білий пішак · e4 чорний пішак · f4 чорний пішак · c3 білий пішак · a2 білий пішак · d2 білий король · f2 чорний пішак · h2 білий пішак · a1 біла тура · f1 біла тура | 5 |
| 4 | a7 чорний пішак · b7 чорний пішак · c7 чорний пішак · b6 чорний слон · c6 чорний пішак · e6 чорний король · c5 білий слон · g5 чорна тура · b4 білий пішак · e4 чорний пішак · f4 чорний пішак · c3 білий пішак · a2 білий пішак · d2 білий король · f2 чорний пішак · h2 білий пішак · a1 біла тура · f1 біла тура | a7 чорний пішак · b7 чорний пішак · c7 чорний пішак · b6 чорний слон · c6 чорний пішак · e6 чорний король · c5 білий слон · g5 чорна тура · b4 білий пішак · e4 чорний пішак · f4 чорний пішак · c3 білий пішак · a2 білий пішак · d2 білий король · f2 чорний пішак · h2 білий пішак · a1 біла тура · f1 біла тура | a7 чорний пішак · b7 чорний пішак · c7 чорний пішак · b6 чорний слон · c6 чорний пішак · e6 чорний король · c5 білий слон · g5 чорна тура · b4 білий пішак · e4 чорний пішак · f4 чорний пішак · c3 білий пішак · a2 білий пішак · d2 білий король · f2 чорний пішак · h2 білий пішак · a1 біла тура · f1 біла тура | a7 чорний пішак · b7 чорний пішак · c7 чорний пішак · b6 чорний слон · c6 чорний пішак · e6 чорний король · c5 білий слон · g5 чорна тура · b4 білий пішак · e4 чорний пішак · f4 чорний пішак · c3 білий пішак · a2 білий пішак · d2 білий король · f2 чорний пішак · h2 білий пішак · a1 біла тура · f1 біла тура | a7 чорний пішак · b7 чорний пішак · c7 чорний пішак · b6 чорний слон · c6 чорний пішак · e6 чорний король · c5 білий слон · g5 чорна тура · b4 білий пішак · e4 чорний пішак · f4 чорний пішак · c3 білий пішак · a2 білий пішак · d2 білий король · f2 чорний пішак · h2 білий пішак · a1 біла тура · f1 біла тура | a7 чорний пішак · b7 чорний пішак · c7 чорний пішак · b6 чорний слон · c6 чорний пішак · e6 чорний король · c5 білий слон · g5 чорна тура · b4 білий пішак · e4 чорний пішак · f4 чорний пішак · c3 білий пішак · a2 білий пішак · d2 білий король · f2 чорний пішак · h2 білий пішак · a1 біла тура · f1 біла тура | a7 чорний пішак · b7 чорний пішак · c7 чорний пішак · b6 чорний слон · c6 чорний пішак · e6 чорний король · c5 білий слон · g5 чорна тура · b4 білий пішак · e4 чорний пішак · f4 чорний пішак · c3 білий пішак · a2 білий пішак · d2 білий король · f2 чорний пішак · h2 білий пішак · a1 біла тура · f1 біла тура | a7 чорний пішак · b7 чорний пішак · c7 чорний пішак · b6 чорний слон · c6 чорний пішак · e6 чорний король · c5 білий слон · g5 чорна тура · b4 білий пішак · e4 чорний пішак · f4 чорний пішак · c3 білий пішак · a2 білий пішак · d2 білий король · f2 чорний пішак · h2 білий пішак · a1 біла тура · f1 біла тура | 4 |
| 3 | a7 чорний пішак · b7 чорний пішак · c7 чорний пішак · b6 чорний слон · c6 чорний пішак · e6 чорний король · c5 білий слон · g5 чорна тура · b4 білий пішак · e4 чорний пішак · f4 чорний пішак · c3 білий пішак · a2 білий пішак · d2 білий король · f2 чорний пішак · h2 білий пішак · a1 біла тура · f1 біла тура | a7 чорний пішак · b7 чорний пішак · c7 чорний пішак · b6 чорний слон · c6 чорний пішак · e6 чорний король · c5 білий слон · g5 чорна тура · b4 білий пішак · e4 чорний пішак · f4 чорний пішак · c3 білий пішак · a2 білий пішак · d2 білий король · f2 чорний пішак · h2 білий пішак · a1 біла тура · f1 біла тура | a7 чорний пішак · b7 чорний пішак · c7 чорний пішак · b6 чорний слон · c6 чорний пішак · e6 чорний король · c5 білий слон · g5 чорна тура · b4 білий пішак · e4 чорний пішак · f4 чорний пішак · c3 білий пішак · a2 білий пішак · d2 білий король · f2 чорний пішак · h2 білий пішак · a1 біла тура · f1 біла тура | a7 чорний пішак · b7 чорний пішак · c7 чорний пішак · b6 чорний слон · c6 чорний пішак · e6 чорний король · c5 білий слон · g5 чорна тура · b4 білий пішак · e4 чорний пішак · f4 чорний пішак · c3 білий пішак · a2 білий пішак · d2 білий король · f2 чорний пішак · h2 білий пішак · a1 біла тура · f1 біла тура | a7 чорний пішак · b7 чорний пішак · c7 чорний пішак · b6 чорний слон · c6 чорний пішак · e6 чорний король · c5 білий слон · g5 чорна тура · b4 білий пішак · e4 чорний пішак · f4 чорний пішак · c3 білий пішак · a2 білий пішак · d2 білий король · f2 чорний пішак · h2 білий пішак · a1 біла тура · f1 біла тура | a7 чорний пішак · b7 чорний пішак · c7 чорний пішак · b6 чорний слон · c6 чорний пішак · e6 чорний король · c5 білий слон · g5 чорна тура · b4 білий пішак · e4 чорний пішак · f4 чорний пішак · c3 білий пішак · a2 білий пішак · d2 білий король · f2 чорний пішак · h2 білий пішак · a1 біла тура · f1 біла тура | a7 чорний пішак · b7 чорний пішак · c7 чорний пішак · b6 чорний слон · c6 чорний пішак · e6 чорний король · c5 білий слон · g5 чорна тура · b4 білий пішак · e4 чорний пішак · f4 чорний пішак · c3 білий пішак · a2 білий пішак · d2 білий король · f2 чорний пішак · h2 білий пішак · a1 біла тура · f1 біла тура | a7 чорний пішак · b7 чорний пішак · c7 чорний пішак · b6 чорний слон · c6 чорний пішак · e6 чорний король · c5 білий слон · g5 чорна тура · b4 білий пішак · e4 чорний пішак · f4 чорний пішак · c3 білий пішак · a2 білий пішак · d2 білий король · f2 чорний пішак · h2 білий пішак · a1 біла тура · f1 біла тура | 3 |
| 2 | a7 чорний пішак · b7 чорний пішак · c7 чорний пішак · b6 чорний слон · c6 чорний пішак · e6 чорний король · c5 білий слон · g5 чорна тура · b4 білий пішак · e4 чорний пішак · f4 чорний пішак · c3 білий пішак · a2 білий пішак · d2 білий король · f2 чорний пішак · h2 білий пішак · a1 біла тура · f1 біла тура | a7 чорний пішак · b7 чорний пішак · c7 чорний пішак · b6 чорний слон · c6 чорний пішак · e6 чорний король · c5 білий слон · g5 чорна тура · b4 білий пішак · e4 чорний пішак · f4 чорний пішак · c3 білий пішак · a2 білий пішак · d2 білий король · f2 чорний пішак · h2 білий пішак · a1 біла тура · f1 біла тура | a7 чорний пішак · b7 чорний пішак · c7 чорний пішак · b6 чорний слон · c6 чорний пішак · e6 чорний король · c5 білий слон · g5 чорна тура · b4 білий пішак · e4 чорний пішак · f4 чорний пішак · c3 білий пішак · a2 білий пішак · d2 білий король · f2 чорний пішак · h2 білий пішак · a1 біла тура · f1 біла тура | a7 чорний пішак · b7 чорний пішак · c7 чорний пішак · b6 чорний слон · c6 чорний пішак · e6 чорний король · c5 білий слон · g5 чорна тура · b4 білий пішак · e4 чорний пішак · f4 чорний пішак · c3 білий пішак · a2 білий пішак · d2 білий король · f2 чорний пішак · h2 білий пішак · a1 біла тура · f1 біла тура | a7 чорний пішак · b7 чорний пішак · c7 чорний пішак · b6 чорний слон · c6 чорний пішак · e6 чорний король · c5 білий слон · g5 чорна тура · b4 білий пішак · e4 чорний пішак · f4 чорний пішак · c3 білий пішак · a2 білий пішак · d2 білий король · f2 чорний пішак · h2 білий пішак · a1 біла тура · f1 біла тура | a7 чорний пішак · b7 чорний пішак · c7 чорний пішак · b6 чорний слон · c6 чорний пішак · e6 чорний король · c5 білий слон · g5 чорна тура · b4 білий пішак · e4 чорний пішак · f4 чорний пішак · c3 білий пішак · a2 білий пішак · d2 білий король · f2 чорний пішак · h2 білий пішак · a1 біла тура · f1 біла тура | a7 чорний пішак · b7 чорний пішак · c7 чорний пішак · b6 чорний слон · c6 чорний пішак · e6 чорний король · c5 білий слон · g5 чорна тура · b4 білий пішак · e4 чорний пішак · f4 чорний пішак · c3 білий пішак · a2 білий пішак · d2 білий король · f2 чорний пішак · h2 білий пішак · a1 біла тура · f1 біла тура | a7 чорний пішак · b7 чорний пішак · c7 чорний пішак · b6 чорний слон · c6 чорний пішак · e6 чорний король · c5 білий слон · g5 чорна тура · b4 білий пішак · e4 чорний пішак · f4 чорний пішак · c3 білий пішак · a2 білий пішак · d2 білий король · f2 чорний пішак · h2 білий пішак · a1 біла тура · f1 біла тура | 2 |
| 1 | a7 чорний пішак · b7 чорний пішак · c7 чорний пішак · b6 чорний слон · c6 чорний пішак · e6 чорний король · c5 білий слон · g5 чорна тура · b4 білий пішак · e4 чорний пішак · f4 чорний пішак · c3 білий пішак · a2 білий пішак · d2 білий король · f2 чорний пішак · h2 білий пішак · a1 біла тура · f1 біла тура | a7 чорний пішак · b7 чорний пішак · c7 чорний пішак · b6 чорний слон · c6 чорний пішак · e6 чорний король · c5 білий слон · g5 чорна тура · b4 білий пішак · e4 чорний пішак · f4 чорний пішак · c3 білий пішак · a2 білий пішак · d2 білий король · f2 чорний пішак · h2 білий пішак · a1 біла тура · f1 біла тура | a7 чорний пішак · b7 чорний пішак · c7 чорний пішак · b6 чорний слон · c6 чорний пішак · e6 чорний король · c5 білий слон · g5 чорна тура · b4 білий пішак · e4 чорний пішак · f4 чорний пішак · c3 білий пішак · a2 білий пішак · d2 білий король · f2 чорний пішак · h2 білий пішак · a1 біла тура · f1 біла тура | a7 чорний пішак · b7 чорний пішак · c7 чорний пішак · b6 чорний слон · c6 чорний пішак · e6 чорний король · c5 білий слон · g5 чорна тура · b4 білий пішак · e4 чорний пішак · f4 чорний пішак · c3 білий пішак · a2 білий пішак · d2 білий король · f2 чорний пішак · h2 білий пішак · a1 біла тура · f1 біла тура | a7 чорний пішак · b7 чорний пішак · c7 чорний пішак · b6 чорний слон · c6 чорний пішак · e6 чорний король · c5 білий слон · g5 чорна тура · b4 білий пішак · e4 чорний пішак · f4 чорний пішак · c3 білий пішак · a2 білий пішак · d2 білий король · f2 чорний пішак · h2 білий пішак · a1 біла тура · f1 біла тура | a7 чорний пішак · b7 чорний пішак · c7 чорний пішак · b6 чорний слон · c6 чорний пішак · e6 чорний король · c5 білий слон · g5 чорна тура · b4 білий пішак · e4 чорний пішак · f4 чорний пішак · c3 білий пішак · a2 білий пішак · d2 білий король · f2 чорний пішак · h2 білий пішак · a1 біла тура · f1 біла тура | a7 чорний пішак · b7 чорний пішак · c7 чорний пішак · b6 чорний слон · c6 чорний пішак · e6 чорний король · c5 білий слон · g5 чорна тура · b4 білий пішак · e4 чорний пішак · f4 чорний пішак · c3 білий пішак · a2 білий пішак · d2 білий король · f2 чорний пішак · h2 білий пішак · a1 біла тура · f1 біла тура | a7 чорний пішак · b7 чорний пішак · c7 чорний пішак · b6 чорний слон · c6 чорний пішак · e6 чорний король · c5 білий слон · g5 чорна тура · b4 білий пішак · e4 чорний пішак · f4 чорний пішак · c3 білий пішак · a2 білий пішак · d2 білий король · f2 чорний пішак · h2 білий пішак · a1 біла тура · f1 біла тура | 1 |
|   | a | b | c | d | e | f | g | h |   |

1. e4 e5 2. Nf3 Nc6 3. Bb5 Bc5 4. c3 f5 5. d4 fxe4 6. Ng5 Bb6 7. d5 e3 8. Ne4 Qh4 9. Qf3 Nf6 10. Nxf6+ gxf6 11. dxc6 exf2+ 12. Kd1 dxc6 13. Be2 Be6 14. Qh5+ Qxh5 15. Bxh5+ Ke7 16. b3 Bd5 17. Ba3+ Ke6 18. Bg4+ f5 19. Bh3 Rhg8 20. Nd2 Bxg2 21. Bxg2 Rxg2 22. Rf1 Rd8 23. Ke2 Rxd2+ 24. Kxd2 e4 25. Bf8 f4 26. b4 Rg5 27. Bc5 Rxc5! 28. bxc5 Bxc5 тепер білі мають дві тури за слона, але не можуть зупинити прохід чорних пішаків. 29. Rab1 а Ф3 30. Rb4 Крf5 31. Рд4 Bxd4 32. cxd4 Kf4 0-1 Дивовижна остаточна позиція. Чорні мають на туру менше, всі вісім їхніх пішаків усе ще на шахівниці й білі безпорадні проти них.
Ось одна з найдивовижніших партій Кавалека, у якій він пожертвував ферзя за слона проти сильного угорського гросмейстера Лайоша Портіша: Портіш–Кавалек, Вейк-АН-Зеє, 1975
1. d4 Nf6 2. c4 g6 3. Nc3 Bg7 4. e4 d6 5. f3 c6 6. Be3 a6 7. Bd3 b5 8. e5 Nfd7 9. f4 O-O 10. Nf3 Nb6 11. b3 N8d7 12. a4 bxc4 13. bxc4 c5 14. a5 cxd4 15. Nxd4 dxe5 16. Nc6 Qe8 17. axb6 exf4 18. Nd5 fxe3 19. Nc7 Bc3+ 20. Kf1 Bb7 21. Nxe8 Bxc6 22. Nc7 Rad8 23. Rc1 Bd2 24. Nd5 Bxd5 25. cxd5 Nxb6 26. Rc5 Nxd5 27. g3 Rd6 28. Kg2 Rfd8 29. Rxd5 Rxd5 30. Bc4 Rf5 31. Qb3 Rf2+ 32. Kh3 Rd6 33. Qb8+ Kg7 34. Qa7 g5 35. Qxe7 g4+ 36. Kxg4 Rg6+ 37. Kh3 Rh6+ 38. Kg4 Rg6+ ½–½

## Зміни рейтингу
| На цьому місці має відображатися графік чи діаграма, однак з технічних причин його відображення наразі вимкнено. Будь ласка, не видаляйте код, який викликає це повідомлення. Розробники вже працюють для того, щоби відновити штатне функціонування цього графіка або діаграми. | |
| | На цьому місці має відображатися графік чи діаграма, однак з технічних причин його відображення наразі вимкнено. Будь ласка, не видаляйте код, який викликає це повідомлення. Розробники вже працюють для того, щоби відновити штатне функціонування цього графіка або діаграми. |